# Pont Carter
Le pont Carter est l'un des trois ponts reliant l'île de Lagos au continent au Nigeria.

## Historique
Le pont Carter a été construit à l'origine par le gouvernement colonial britannique entre 1896 et 1901 et mis en service cette année-là, soit bien avant l'indépendance du Nigeria (1960),. Le pont porte le nom de Sir Gilbert Thomas Carter, ancien gouverneur de la colonie de Lagos,,,,. Au moment de sa construction, il était le seul pont reliant le continent à l'île de Lagos,,. Le pont part d'Iddo sur le continent et se termine dans la région d'Idumota sur l'île de Lagos,,. Ce premier pont avait une largeur, entre les mains courantes, de 6,096 m,.
Devenu inadapté à l'explosion du nombre de véhicules motorisés, les anglais ont dû le reconstruire en 1931. Ce nouveau pont, conçu par les cabinets d'architectes Coode, Wilson, Mitchel et Vaughan-Lee, a été ouvert inauguré le 22 octobre 1931,. le pont a été conçu avec une chaussée de 11,58 m de large pour accueillir quatre voies de circulation automobile et une passerelle de 3,06 de chaque côté,. La hauteur du pont par rapport aux eaux basses est de 7,62 m et avec une largeur de 25,98 m pour laisser passer des embarcations fluviales,. Sa longueur totale de 756,82 m en faisait à l'époque le plus long pont uniquement routier d'Afrique,. En 1958, les britanniques ont rénové et considérablement agrandi le pont d'où sa longueur actuelle.
Après l'indépendance, le pont a été démantelé, repensé et reconstruit à la fin des années 1970 par la société Borino Prono Nig Ltd,. Le nouveau pont Carter fait 11,8 km de long. Le survol d'Alaka-Ijora, à l'extrémité Iddo de la travée, a été achevé en 1973,. Il est l'un des trois ponts reliant l'île de Lagos au continent, les autres ponts étant les ponts Third Mainland et Eko.

## Aperçu
Le pont Carter a souffert de nombreux problèmes. Le stationnement des véhicules sur le pont en a été un. Cela a entraîné à la fois de graves congestions routières ainsi que sa rapide détérioration. En 2003, l'Institut nigérian des ingénieurs en structure a noté que le stationnement des véhicules le long de la travée pouvait entraîner un effondrement s'il n'était pas traité. Afin d'empêcher le stationnement des véhicules, le gouvernement de l'État de Lagos a institué une amende de 50 000 ₦ pour les personnes garant leur véhicule le long de la travée. Une autre mesure s'est ajoutée en avril 2006 avec l'interdiction aux véhicules utilitaires par le commissaire aux transports de l'État de Lagos d'entrer sur l'île de Lagos par le pont Carter pour empêcher les bus et autres véhicules de se garer sur le pont.
L'absence d'éclairage public sur le pont Carter était perçu aussi comme un autre danger. En juillet 2013, le gouverneur Fashola de l'État de Lagos a commandé des lampadaires sur le pont Carter alimentés par un projet d'électricité indépendant. Le projet a été conceptualisé, conçu et réalisé par le State's Electricity Board (www.lseb.gov.ng) en utilisant des composants et des techniciens locaux.